# Vensilló
Vensilló (en espanyol es coneix com a Vencillón) és un municipi catalanòfon de la comarca de la Llitera, dins la Franja de Ponent; administrativament està inclòs a la província d'Osca. A causa de la història peculiar d'aquesta població, d'origen força recent, la seva catalanitat lingüística passà desapercebuda per a la ciència durant dècades.
Vensilló fou fundat per l'Instituto Nacional de Colonización franquista (IRYDA d'ençà 1971), als anys quaranta, com a nucli de colonització agrícola sobre un sector despoblat del municipi hispanòfon d'Esplucs (paradoxalment, un dels de la Ribera de Cinca descatalanitzats al segle XVII). Els colons eren majoritàriament de la veïna Llitera, i, per tant, catalanòfons.
Amb la nova localitat ja consolidada, Vensilló es constituí en municipi el 20 de juny de 1989, segregat d'Esplucs.
L'IEC inclogué Vensilló en el nomenclàtor oficial de municipis de la Franja de Ponent el 15 de gener de 1999.
Lògicament, és considerat part de la Llitera.
L'avantprojecte de Llei de llengües d'Aragó de 2001 incloïa Vensilló entre els municipis de predomini lingüístic català.
A partir de la publicació del primer volum de l'ALDC (2001), els mapes del domini lingüístic català tendeixen a incloure Vensilló, generalment eludit fins llavors.